# Mayacas
Cet article concerne un peuple amérindien de Floride. Pour la plante, voir Mayaca.
Les Mayacas constituaient un peuple amérindien vivant au centre de la Floride à l'arrivée des Européens. Ils font partie de la famille linguistique des Ais et du groupe des langues muskogéennes.
D'après les récits de voyage du conquistador Hernando de Escalante Fontaneda écrits en 1575, les Mayacas étaient des chasseurs-cueilleurs contrairement à leurs voisins Timucuas, dont les tribus Potanos et Saturiwas pratiquaient l'agriculture. 
Les Mayacas se composaient en plusieurs villages et groupes dont les deux principaux étaient les Jororo ou Hororo et les Surruque. Les Mayacas participaient avec les tribus voisines, la tradition de la fabrication des poteries.
Leur territoire s'étendait du fleuve Saint Johns au lac George et jusqu'à la rivière Kissimmee au Sud.
Les Mayacas, notamment ceux qui vivaient dans des villages proches de la côte, entrèrent en contact avec les explorateurs français vers 1562. Les relations de bons voisinages entre les Français et les diverses tribus amérindiennes (Saturiwas et Tacatacurus) permirent aux Français d'établir leurs forts (Charlesfort et Fort Caroline) en Floride française.
En 1566, les conquistadors espagnols en lutte contre la présence français en Floride, eurent des relations conflictuelles avec la majorité des tribus environnantes. Après la prise du fort caroline en 1565 et l'extermination de la garnison française, les forces espagnoles firent la chasse aux tribus alliées aux Français.
En 1567, les Mayacas s'allièrent avec les Saturiwas, les Tacatacurus et les Potanos contre les Espagnols. Cette alliance amérindienne permis, en 1568, au Français Dominique de Gourgues, d'attaquer la garnison espagnole du fort Matéo qui avait succédé au fort Caroline. Fort de ce succès, Dominique de Gourgues détruira deux autres forts espagnols avec ses alliés amérindiens.
Au début du XVIIe siècle des missions religieuses espagnoles s'installèrent parmi les tribus de Floride. Les Mayacas reçurent non seulement les missionnaires espagnoles chez eux, mais accueillirent les réfugiés Yamasee qui arrivés de Caroline du Sud fuyant les colonies Anglaises contre lesquelles ils s'étaient soulevés. 